# Суситна (река)
Суситна (на английски: Susitna River) е река в САЩ, в южната част на щата Аляска, вливаща се в залива Кук на Тихия океан Дължината ѝ е 504 km, а площта на водосборния басейн – 52 000 km².
Река Суситна изтича на 827 m н.в. от южния край на ледника Суситна, спускащ се по южния склон на Аляските Кордилери. По цялото си протежение тече в широка и плитка долина, като образува множество ръкави, протоци и острови по течението си. Влива се в северната част на залива Кук на Тихия океан, на около 35 km на запад-северозапад от град Анкоридж.
Водосборният басейн на реката обхваща площ от 52 000 km. На запад водосборния басейн на река Суситна граничи с водосборния басейн на река Кускокуюм, на север – с водосборния басейн на река Юкон, на изток – с водосборния басейн на река Копър, вливаща се в залива Аляска, а на югоизток – с водосборния басейн на река Матануска, вливаща се в залива Кук. Основни притоци: Талкеетна (137 km, ляв), Читина (110 km, десен). Подхранването ѝ е снежно-дъждовно и ледниково, с ясно изразено пълноводие от май до септември. Среден годишен отток 1400 m³/s. В продължение на 6 месеца е заледена. По време на лятното пълноводие е плавателна за плитко газещи речни съдове на 150 km от устието. По част от долината ѝ преминава участък от жп линията и автомагистралата от Анкоридж за Феърбанкс. Между нея и течащата на изток река Матануска, по северния бряг на залива Кук е единственото място в Аляска, където през късото лято е възможно отглеждането на картофи и овощия.